# Nangololo
Nangololo é uma povoação situada a cerca de 40 quilómetros da vila de Mueda, na província de Cabo Delgado, em Moçambique.